# Cèlia i Lluís Martin
Cèlia (1831 - 1877) i Lluís (1823 - 1894) van ser dos laics francesos catòlics casats que el 18 d'octubre de 2015 van esdevenir la primera parella proclamada santa de manera conjunta per l'Església Catòlica. Van ser pares de cinc monges catòliques, una de les quals era Teresa de Lisieux, que va ser canonitzada com a santa el 1925.

## Joventut

### Lluís
Louis Joseph Aloys Stanislaus Martin era el tercer dels cinc fills de Pierre-François Martin i Marie-Anne-Fanny Boureau. Tots els seus germans van morir abans de complir els 30 anys. Volia ser monjo i entrar al monestir dels Agustins del Gran Sant Bernat, però va ser rebutjat perquè no va aconseguir aprendre llatí. Més tard, va decidir fer-se rellotger i va estudiar el seu ofici a Rennes i a Estrasburg.
Lluís estimava la natura amb un profund entusiasme sentimental. Va ser d'ell i de les llargues estones que passaven al jardí que Teresa va heretar la seva passió per les flors i els prats, els núvols, les tronades, el mar i les estrelles. Va peregrinar a Chartres i Lorda, va anar a Alemanya i Àustria, va viatjar dues vegades a Roma i fins i tot a Constantinoble i va planejar, però no va viure per dur-ho a terme, un pelegrinatge a Terra Santa. Juntament amb aquest desig d'aventura hi havia un impuls cap al silenci i la pregària. A Lisieux, Louis es va organitzar un petit espai a les golfes, una autèntica cel·la monàstica per resar, llegir i meditar. Fins i tot a les seves filles se’ls permetia entrar-hi només si desitjaven converses espirituals i fer autoexamen. Com en un monestir, va dividir el dia en culte, treball al jardí i relaxació. Com a joier i rellotger, li encantaven les pedres precioses amb què tractava. A les seves filles va donar noms de pedres precioses: Marie era el seu "diamant", Pauline la seva "noble perla", Céline "l'audit i sense por" i "l'àngel de la guarda". Thérèse era la seva "petita reina ... a la qual pertanyien tots els tresors".

### Cèlia
Azélie-Marie Guérin va néixer a Gandelain, prop de Saint-Denis-sur-Sarthon, Orne, a França. Era la segona filla d'Isidore Guérin i Louise-Jeanne Macé. Tenia una germana gran, Marie-Louise, que va ser monja visitandina, i un germà petit, Isidor, que era farmacèutic. La seva família materna era de Madré, al departament veí de Mayenne, on el seu avi, Louis Macé, va ser batejat el 16 de març de 1778. Volia fer-se monja, però va ser apartada per les Filles de la Caritat de Sant Vicenç de Paül perquè tenia dificultats respiratòries i mals de cap recurrents. Després va pregar perquè Déu li donés molts fills i que fossin consagrats a Déu. Més tard, va decidir ser puntaire i va fer una empresa. Es va enamorar del rellotger Louis Martin el 1858 i es va casar amb ell, només tres mesos després, el 12 de juliol de 1858, a la basílica de Notre-Dame d'Alençon. El negoci de Cèlia va tenir tant d'èxit que, el 1870, Lluís va vendre el seu negoci de rellotgeria per col·laborar amb ella.

## Matrimoni i família
La parella va viure cèlibament durant deu mesos després del seu casament, fins que un director espiritual els va animar a consumar el seu matrimoni. Més tard tindrien nou fills, tot i que només cinc filles van sobreviure a la infància.
1. Marie Louise (22 de febrer de 1860 - 19 de gener de 1940), va ser monja de Lisieux, anomenada germana Maria del Sagrat Cor.
2. Marie Pauline (7 de setembre de 1861 - 28 de juliol de 1951), va ser monja carmelita a Lisieux amb el nom d'Agnès de Jesús.
3. Marie Léonie (3 de juny de 1863 - 16 de juny de 1941), va ser monja, amb el nom de Françoise-Thérèse, i té una causa de canonització oberta des del gener del 2015.
4. Marie Hélène (3 d'octubre de 1864 - 22 de febrer de 1870).
5. Joseph Louis (20 de setembre de 1866 - 14 de febrer de 1867).
6. Joseph Jean-Baptiste (19 de desembre de 1867 - 24 d'agost de 1868).
7. Marie Céline (28 d'abril de 1869 - 25 de febrer de 1959), va ser monja carmelita a Lisieux amb el nom de germana Geneviève del Santíssim rostre.
8. Marie Mélanie-Thérèse (16 d'agost de 1870 - 8 d'octubre de 1870).
9. Teresa de Lisieux (2 de gener de 1873 - 30 de setembre de 1897), va ser monja a Lisieux, amb el nom de germana Teresa del Nen Jesús i del Sant Rostre, i fou canonitzada el 1925.[7]

## Mort

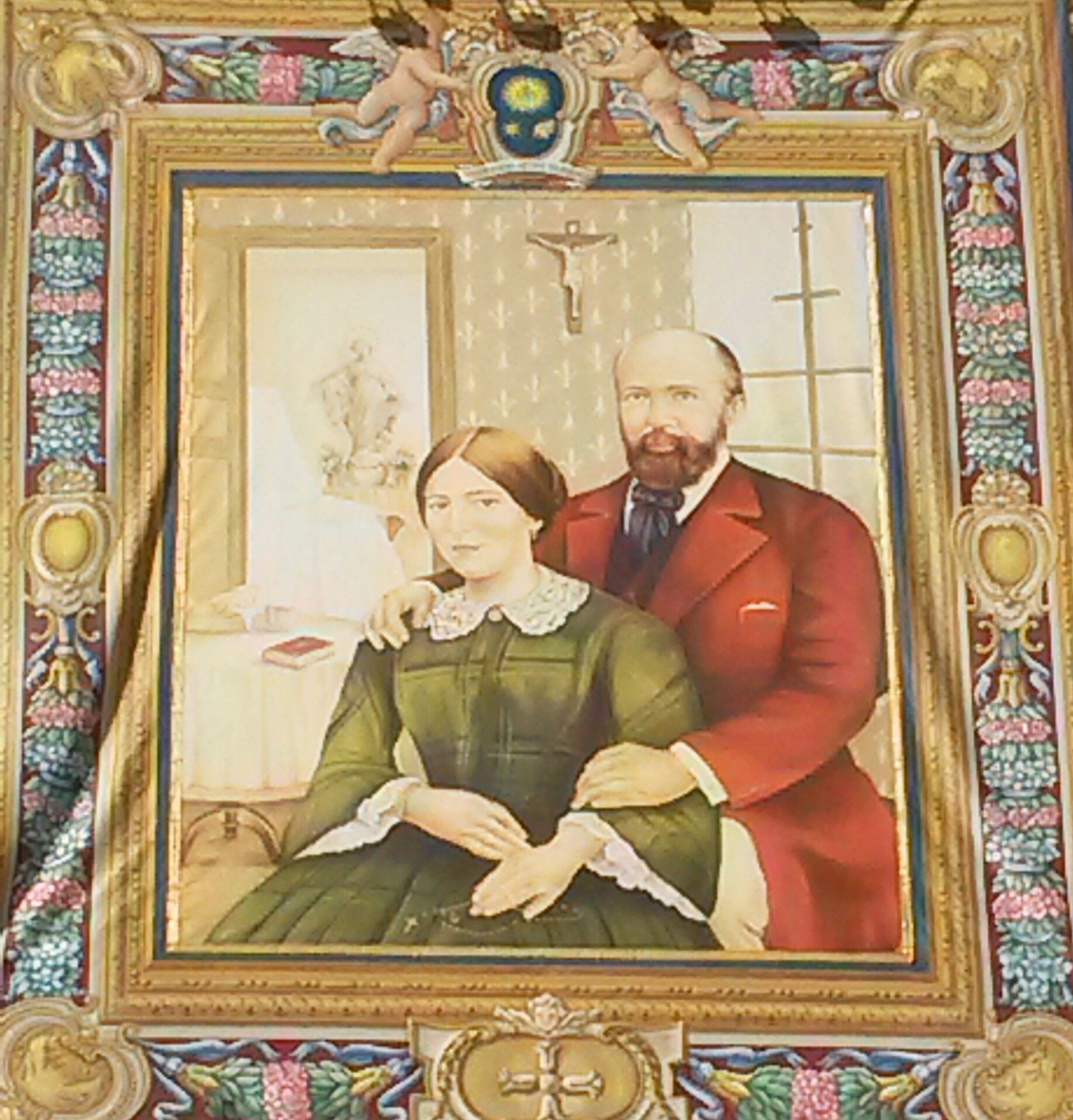
Tapís de canonització del 2015.

Cèlia va morir de càncer de mama el 28 d'agost de 1877 a Alençon, als 45 anys, deixant el seu marit i les seves filles. El seu funeral es va celebrar a la basílica on s'havia casat amb Lluís. Unes setmanes més tard, Lluís va vendre el seu negoci de puntaire i la seva casa al carrer St. Blaise, i es va traslladar a Lisieux, Normandia, on vivia el germà de Cèlia, Isidore Guérin, farmacèutic, amb la seva dona i les seves dues filles.
Després de la mort de Cèlia, Pauline, Thérèse (Françoise-Thérèse) i Céline es van convertir en monges carmelites, juntament amb una cosina, Marie Guérin. Léonie es va convertir en monja visitandina a Caen després de deixar les clarisses.
El 1889 Louis va patir dos accidents cerebrovasculars paralitzants seguits d'una arterioesclerosi cerebral i va estar hospitalitzat durant tres anys a l'asil Bon Sauveur de Caen. El 1892 va tornar a Lisieux, on dues de les seves filles el van tenir cura fins a la seva mort el 29 de juliol de 1894 al Chateau La Musse, prop d'Évreux.
Van ser declarats venerables el 26 de març de 1994 per Joan Pau II. Van ser beatificats el 19 d'octubre de 2008 per José Saraiva Martins. Uns mesos abans, l'Església catòlica havia reconegut el miracle de Pietro Schilirò, un nen italià guarit de problemes pulmonars en la seva intercessió.

## Canonitzacions
El 7 de gener de 2013, Carlos Osoro Sierra, arquebisbe de València, va presidir l'obertura del procés canònic per investigar la curació el 2008 d'una nena de nom Carmen, que va néixer a València quatre dies abans de ser beatificats Lluís i Cèlia. Vuit metges van declarar que no hi havia cap explicació científica per a la seva cura.
El tribunal diocesà va celebrar la sessió de clausura el 21 de maig de 2013 i l'arxiu va ser enviat a Roma perquè la Congregació per a les Causes dels Sants el revisés. El 3 de març de 2015, el Angelo Amato va anunciar de manera informal que serien declarats sants durant el Sínode dels Bisbes. La Congregació va acceptar i va promulgar el miracle el 18 de març de 2015.
El 18 d'octubre de 2015, Louis i Azélie-Marie Martin van ser canonitzats com a sants pel papa Francesc.
El desembre de 2003, Our Lady's Hospice Care Servcies de Harold's Cross, Dublín, va obrir una unitat per a cures pal·liatives especialitzades a Blackrock, Co. Dublín, gràcies a la Fundació Louis i Zelie Martin. La Fundació va ser fundada el 1997 pel desenvolupador Noel Smyth en memòria del seu nebot Luke, i nomenada en honor dels Martins.

## Publicacions
El 2011, les cartes de Cèlia i Lluís es van publicar en anglès com Una crida a un amor més profund, la correspondència dels pares de Santa Teresa del Nen Jesús, 1863-1885 (ISBN 0818913215). Tot i que només es conserven 16 cartes de Louis, moltes de les 216 cartes de Cèlia donen detalls vius sobre la vida de la família i el caràcter de Louis com a pare.